# Поцци-Беллини, Джакомо
Джакомо Поцци-Беллини (итал. Giacomo Pozzi-Bellini ) (родился в 1907 г. во Флоренции, умер в Париже в 1990 г.) — режиссёр и фотограф, снял множество документальных фильмов и сотрудничал в качестве фотографа со многими итальянскими периодическими изданиями, среди которых «Эпока», «Эуропео», «Стория иллюстрата», «Пари-Матч» и т. д. Ему было посвящено множество выставок, например, «35 лет фотографии 1940—1975», в национальной галерее современного искусства в Риме.
Вышло множество книг с его фотоиллюстрациями, в том числе:
- «Андреа Пизано на колокольне Джотто», Луизы Бекруччи, с фотографиями Джакомо Поцци-Беллини, издательство Садеа — Сансони, Флоренция 1965 год.
- «Полайоло: Облачение Святого Иоанна», Альберто Бузиньяни, издательство Садеа — Сансони, Флоренция 1965 год.
- «Неаполитанские ясли Христовы из коллекции Эудженио Кателло», Франко Манчини, издательство Садеа — Сансони, Флоренция 1965 год

В 1939 году Джакомо Поцци-Беллини снял документальный фильм по сценарию Эмилио Чекки, который получил премию на Венецианском кинофестивале, но был запрещен цензурой, требовавшей вырезать из него множество впечатляющих массовых сцен, не понравившихся фашистскому режиму. Поцци-Беллини отказался исключить эти сцены, и фильм больше не демонстрировался в Италии. Микеланжело Антониони назвал этот фильм «предтечей неореализма».